# Kupil
Kupil (ukrainisch Купіль; russisch Купель Kupel, polnisch Kupiel) ist ein Dorf im Rajon Chmelnyzkyj der Oblast Chmelnyzkyj in der Ukraine.

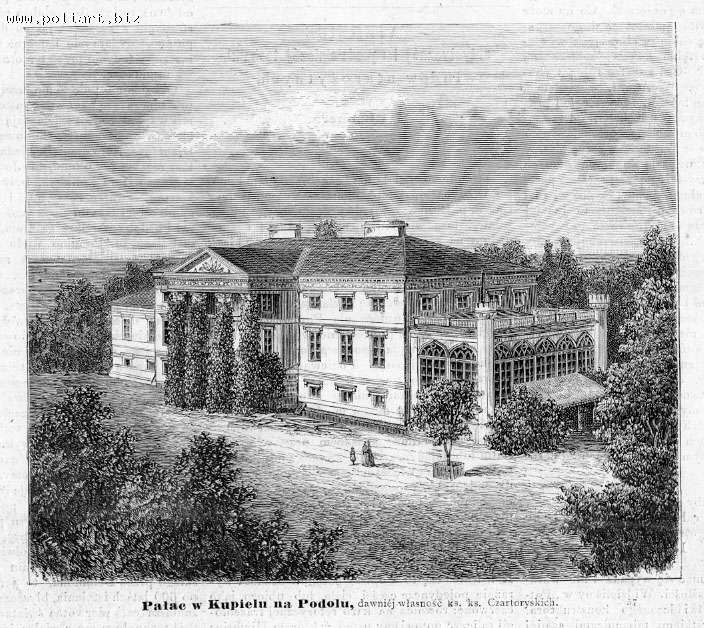
Herrenhaus im Ort im 19. Jahrhundert

Das Dorf liegt an der Quelle des Südlichen Bugs.
Am 12. Juni 2020 wurde das Dorf ein Teil der Siedlungsgemeinde Wijtiwzi, bis dahin bildete es zusammen mit dem Dorf Hajdajky (Гайдайки) die Landratsgemeinde Kupil (Купільська сільська рада/Kupilska silska rada) im Norden des Rajons Wolotschysk.
Am 17. Juli 2020 kam es im Zuge einer großen Rajonsreform zum Anschluss des Rajonsgebietes an den Rajon Chmelnyzkyj.

## Söhne des Ortes
- William Chomsky (1896–1977), US-amerikanischer Hebraist
- Boris Moissejewitsch Rudjak (1923–1999), sowjetischer Marxismusforscher